# Felsőpetény, Nógrád
Felsőpetény (în slovacă Horné Peťany) este un sat în districtul Rétság, județul Nógrád, Ungaria, având o populație de 639 de locuitori (2011).

## Demografie
Componența etnică a satului Felsőpetény
     Maghiari (76,63%)
     Slovaci (21,78%)
     Romi (1,06%)
     Necunoscut (0,53%)
     Alții (0,53%)
Componența confesională a satului Felsőpetény
     Luterani (37,87%)
     Romano-catolici (22,69%)
     Fără religie (5,01%)
     Reformați (2,5%)
     Necunoscută (31,3%)
     Atei (0,63%)
     Alte religii (13,93%)
Conform recensământului din 2011, satul Felsőpetény avea 639 de locuitori. Din punct de vedere etnic, majoritatea locuitorilor (76,63%) erau maghiari, existând și minorități de slovaci (21,78%) și romi (1,06%). Apartenența etnică nu este cunoscută în cazul a 0,53% din locuitori. Nu există o religie majoritară, locuitorii fiind luterani (37,87%), romano-catolici (22,69%), persoane fără religie (5,01%) și reformați (2,5%). Pentru 31,3% din locuitori nu este cunoscută apartenența confesională.